# 2006年全國體育大會國際象棋比賽
全國第三屆體育大會國際象棋項目於5月20日到5月26日於蘇州市北園麗晶水莊大酒店舉行，設男子組與女子組兩個小項。

## 獎牌分佈情況

### 女子組
代表重慶的譚中怡在加賽中擊敗北京的謝軍，奪得金牌。
| 獎牌 | 運動員         | 分數          |
| 金牌 | 譚中怡（重慶） | 6.5對手分63.5 |
| 銀牌 | 謝軍（北京）   | 6.5對手分63.5 |
| 銅牌 | 阮露斐（江蘇） | 6對手分68.5   |

### 男子組
江蘇代表吳文瑾在加賽之中贏出，取得銅牌。
| 獎牌 | 運動員         | 分數          |
| 金牌 | 王皓（黑龍江） | 8.5對手分66.5 |
| 銀牌 | 梁充（廣東）   | 7.5對手分75   |
| 銅牌 | 吳文瑾（江蘇） | 7.5對手分73.5 |